# Pietro Paolo Bonzi
Pour les articles homonymes, voir Bossu (homonymie).
Pietro Paolo Bonzi dit  il Gobbo dei Carracci (le bossu de Carrache) ou il Gobbo dei Frutti (le bossu des fruits ; Cortone, vers 1576 - Rome, 1636) est un peintre italien de l'école romaine connu pour ses natures mortes et ses paysages.

## Biographie
Il a fait son apprentissage auprès de  Giovanni Battista Viola à Rome et a fait partie du cercle d'Annibale Carracci et de Domenichino.
À  Rome, d'après Giovanni Baglione en 1643, il entra à l'académie fondée par Giovanni-Battista Crescenzi où "il se consacra à la peinture de fruits d'après nature". Il est commissionné par le cardinal Pier Paolo Crescenzi. Il travaille avec  Pietro da Cortona sur le plafond de la galerie du Palazzo Mattei di Giove où il réalise les guirlandes de fruits (1619-1624 environ, et au Palazzo Pallavicini Rospigliosi).

## Œuvres

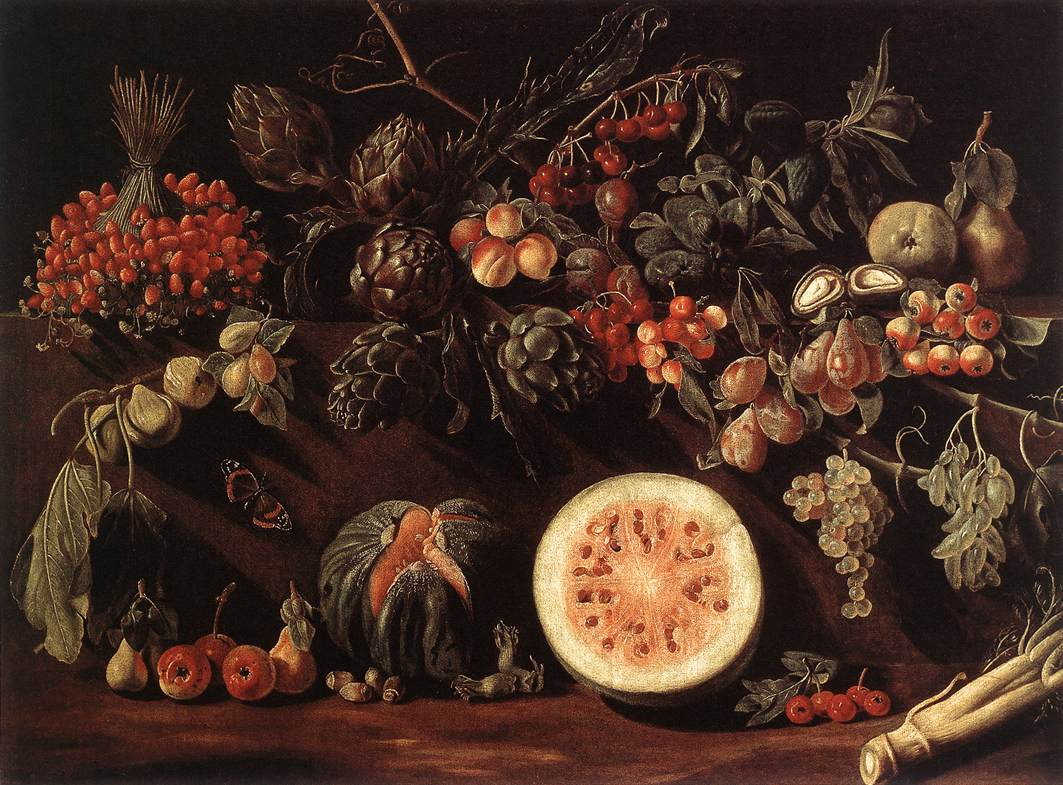
Fruits, légumes et papillon, 1620, collection privée.

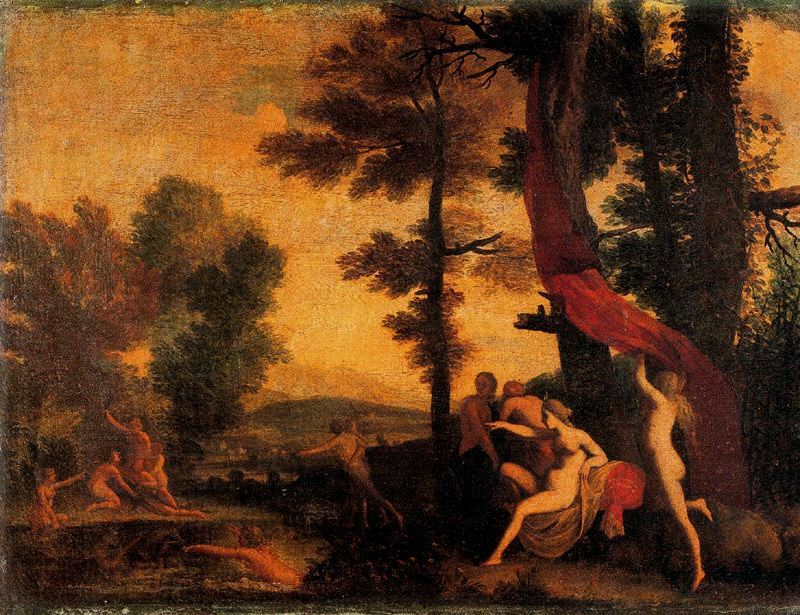
Diane et la nymphe Callisto, Palais Pitti, Florence.

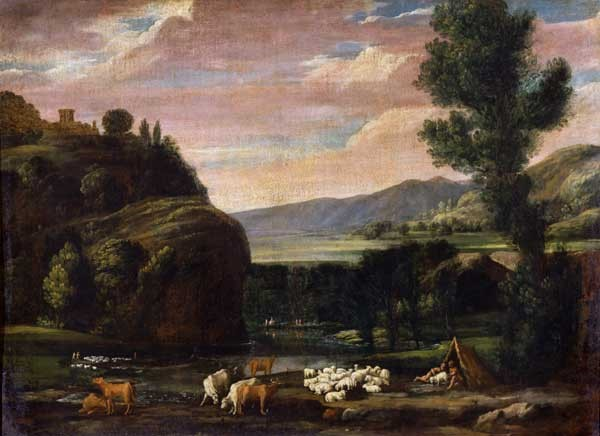
Paysage avec bergers et moutons, Musée du Capitole, Rome.

- Diane et la nymphe Callisto, huile sur toile, 74 × 96 cm, Palais Pitti, Florence[3]
- Au musée du Capitole, Rome
  - Paysage avec bergers et moutons
- À la galerie d'art de Manchester (UK) :
  - Paysage avec Herminie et les bergers
- Au musée d'York (UK) :
  - Diane et Endymion
- Au musée Magnin, Dijon :
  - Diane découvrant la grossesse de Callisto
- Au musée du Louvre, Paris :
  - Latone métamorphosant les paysans de Lycie en grenouilles
  - sept dessins
- Aux Beaux-Arts de Paris :
  - Saint François à genoux au pied d'une croix, plume, encre brune et lavis d'encre brune, H. 0,237 ; L. 0,200 m, Paris, Beaux-Arts de Paris[4],[5].
- Au musée des beaux-arts de Bordeaux :
  - Nature morte avec lièvres, geais et perdrix
- Fruits, légumes et papillon, collection privée
- Nature morte avec trois corbeilles de fruits, huile sur toile, 100 × 131 cm, Collection privée[6]
- Nymphes et Satires dans un paysage
- Bord de rivière italienne, collection privée
- Paysage avec un chien